# Ipomoea carnea
Ipomoea carnea es una especie de planta fanerógama de la familia de las convolvuláceas. 

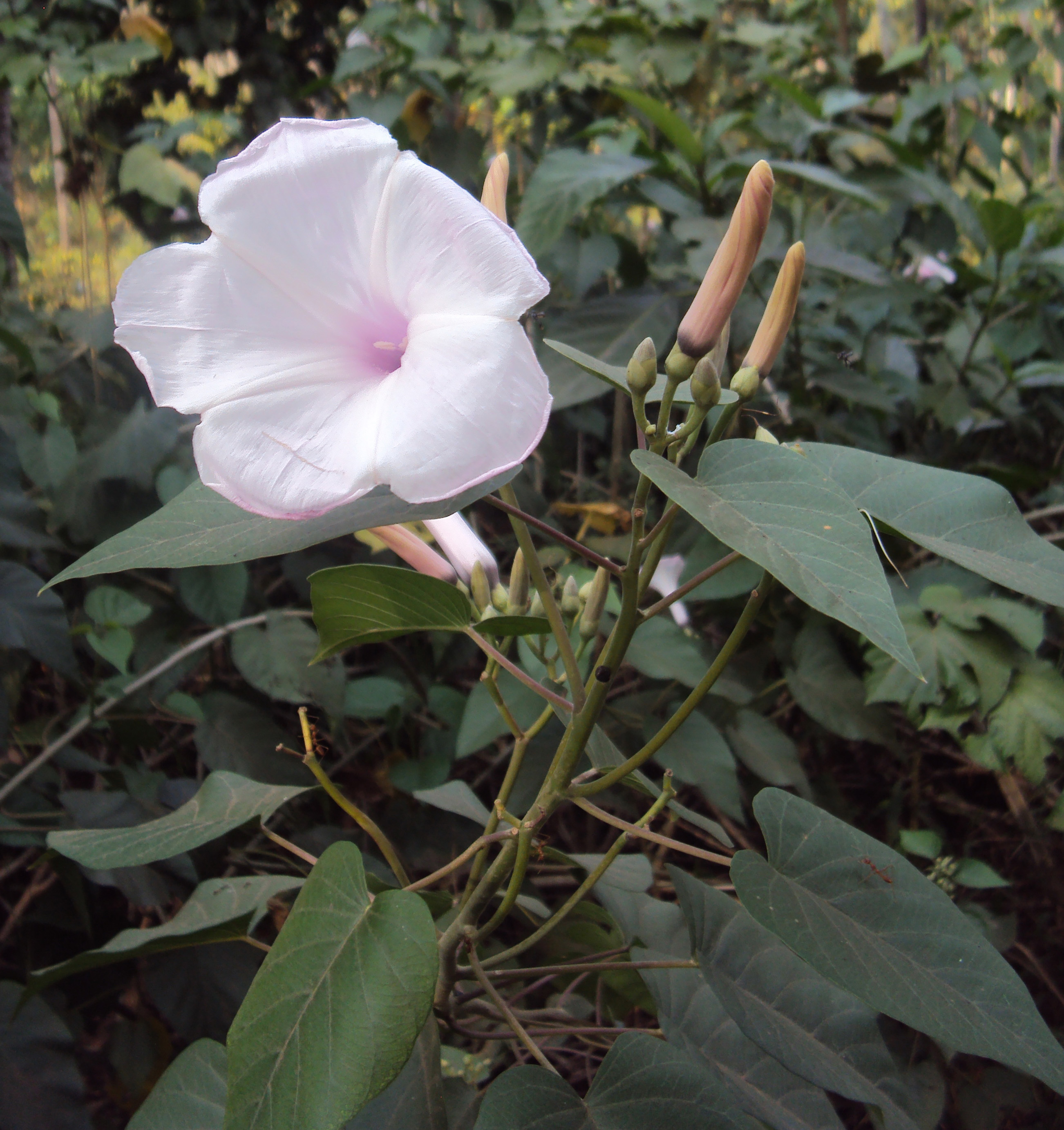
Vista de la flor

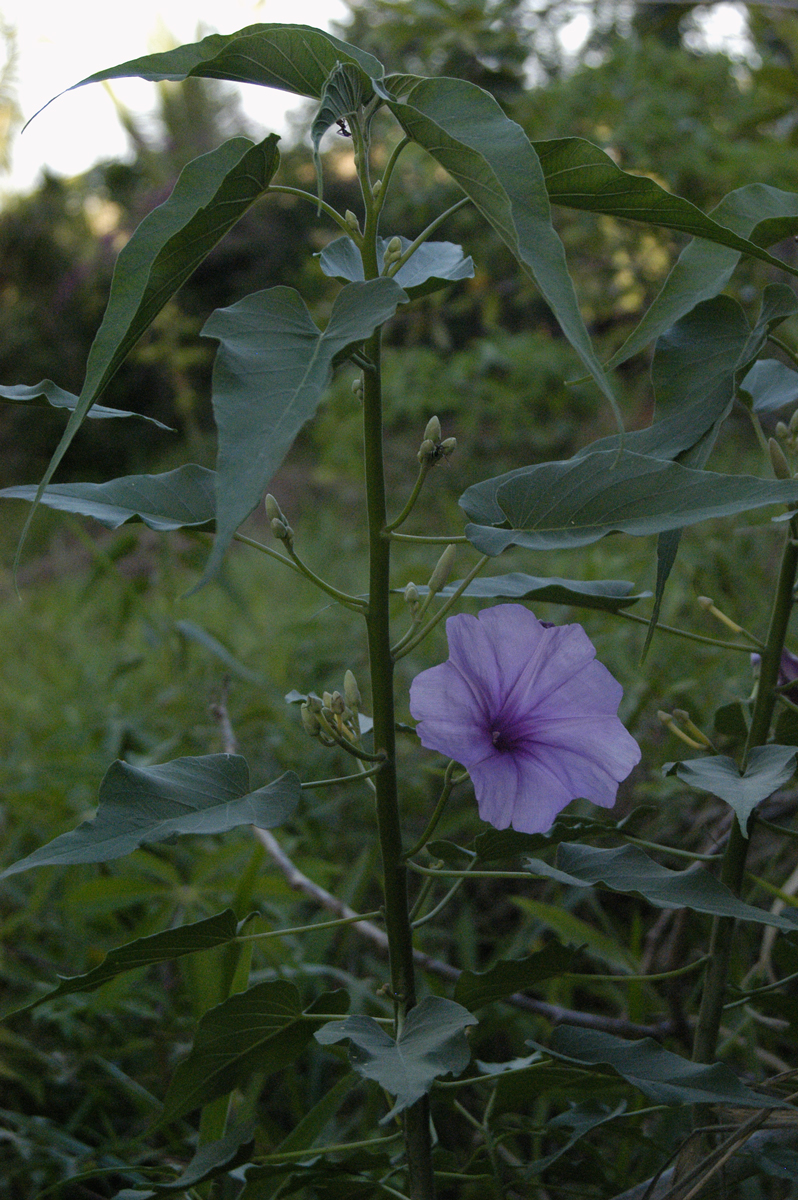
Vista de la planta

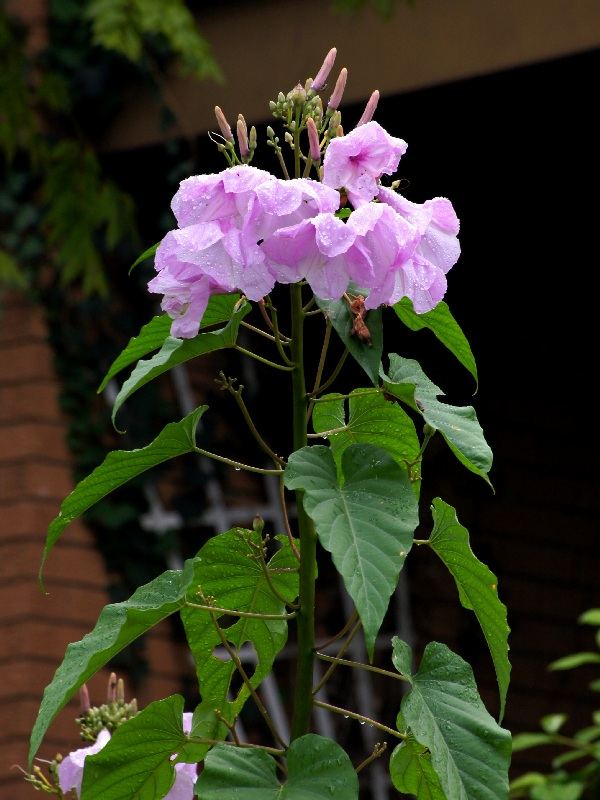
Vista de la planta

## Descripción
Son arbustos; con tallos leñosos en la base, herbáceos en el ápice, a veces escandentes, huecos, glabros o diminutamente puberulentos. Hojas suborbiculares, ovadas a lanceoladas, de 10–25 cm de largo y 5–8 cm de ancho, largamente acuminadas a obtusas en el ápice, truncadas a ligeramente cordadas en la base, glabrescentes a puberulentas en ambas superficies. Inflorescencias cimoso-paniculadas, terminales; sépalos suborbiculares, 5–6 mm de largo, subcoriáceos, glabros o puberulentos; corola infundibuliforme, 5–8 cm de largo, finamente tomentosa por fuera, rosado obscura a rosado-purpúrea con la garganta más obscura que el limbo. Frutos ovoides a subglobosos, 2 cm de largo y 1–1.5 cm de ancho, glabros; semillas oblongas, 1–1.5 cm de largo, cubiertas por tricomas largos y lanosos, cafés.

## Propiedades
Esta planta tiene hojas en forma de corazón que son de color verde brillante. Puede ser fácilmente cultivada a partir de semillas que son tóxicas y puede ser peligrosa para el ganado; la toxicidad está relacionada con la bioacumulación  de selenio en las hojas pero sobre todo en las semillas.
El tallo de I. carnea puede ser utilizado para la fabricación de papel.  La planta es también de valor medicinal. Contiene un componente idéntico al marsilin, un sedante y anticonvulsivo. A saponina glicosídico también se ha purificado a partir de I. carnea con propiedades anticancerígenas y oxytoxic.

## Taxonomía
Ipomoea carnea fue descrita por Nikolaus Joseph von Jacquin y publicado en Enumeratio Systematica Plantarum, quas in insulis Caribaeis 13. 1760.
Etimología
Ver: Ipomoea
carnea: epíteto latíno que significa "color de carne".
Sinonimia
- Ipomoea carnea subsp. carnea[5]